# Amalda raoulensis
Amalda raoulensis är en snäckart som först beskrevs av Powell 1967.  Amalda raoulensis ingår i släktet Amalda och familjen Olividae. Inga underarter finns listade i Catalogue of Life.